# 3 Pułk Szwoleżerów Mazowieckich

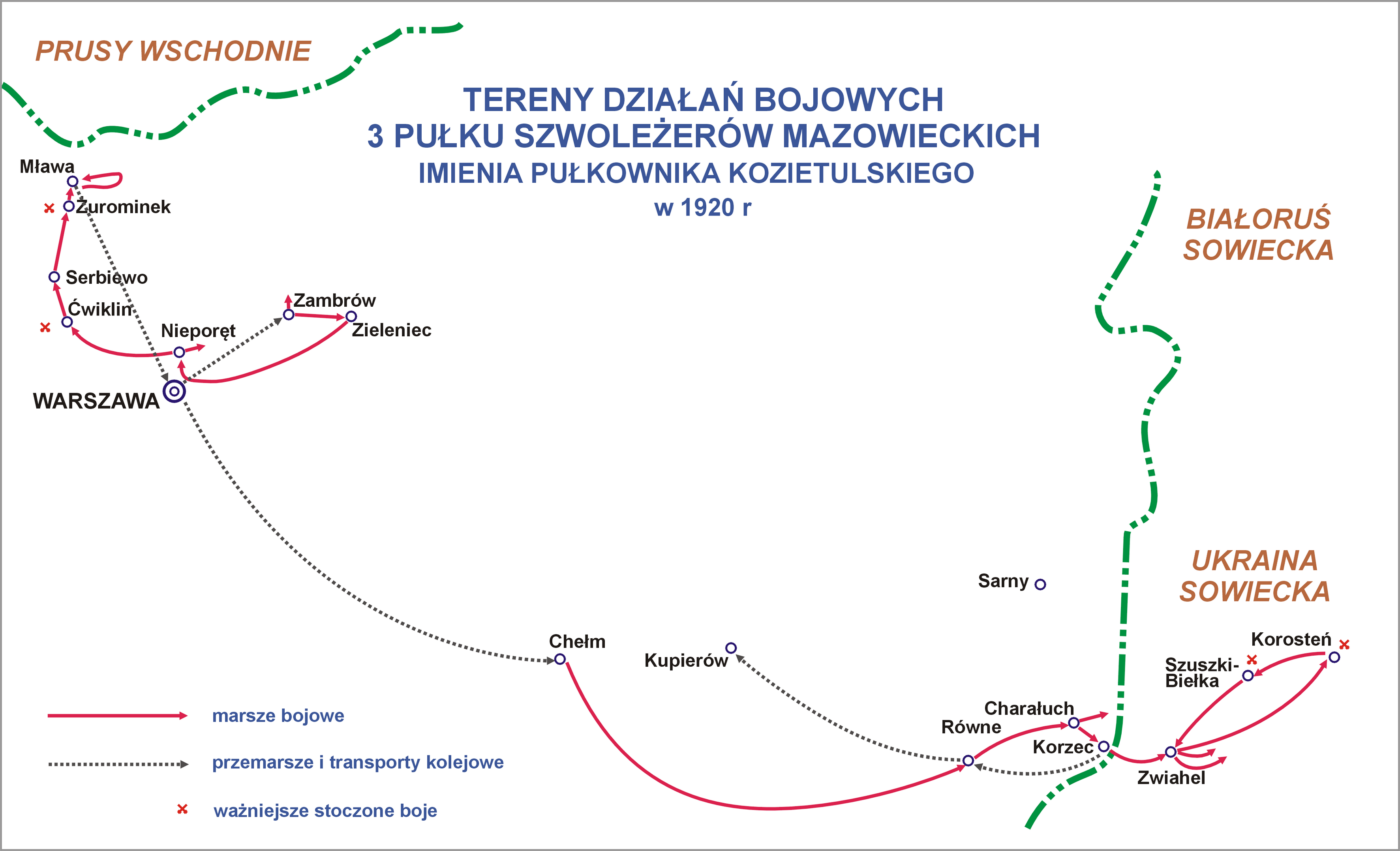
Tereny działań bojowych pułku w 1920

3 Pułk Szwoleżerów Mazowieckich im. Pułkownika Jana Kozietulskiego (3 pszwol.) – oddział kawalerii Wojska Polskiego II Rzeczypospolitej.
Pułk sformowany został jako 201 ochotniczy pułku szwoleżerów i pod tą nazwą walczył w wojnie polsko-bolszewickiej. W okresie pokoju stacjonował w garnizonie Suwałki. Wchodził w skład Suwalskiej Brygady Kawalerii. W kampanii wrześniowej walczył w składzie macierzystej brygady. Dwa szwadrony pułku dokonały 3 września wypadu na teren Prus Wschodnich. Pułk przebił się do Puszczy Białowieskiej, następnie w składzie SGO „Polesie” walczył pod Wolą Gułowską i Kockiem. Skapitulował jako jeden z ostatnich 6 października 1939. Został odznaczony Srebrnym Krzyżem Orderu Virtuti Militari.

## Formowanie
W pierwszych dniach lipca 1920 z rozkazu ówczesnego ministra spraw wojskowych, gen. Kazimierza Sosnkowskiego w szwadronie zapasowym 1 pułku szwoleżerów w Warszawie rozpoczęto organizację 201 ochotniczego pułku szwoleżerów. Organizacja oddziału spoczęła na barkach dowódcy szwadronu zapasowego majora Rissa. Formujące się pododdziały miały być uzupełniane częściowo przez 5 i 7 pułk ułanów. W Warszawie zdołano sformować jedynie 1 szwadron pod dowództwem ppor. Jana Skawińskiego, dowódcą drugiego został por. Stanisław Hejnich. Rozpoczęto też formowanie 3 szwadronu. Szwadrony składały się z ochotników ziemi warszawskiej. Rtm. Mieczysław Karski i por. Jan Zarzycki wyjechali do Płocka z kadrą podoficerską na werbunek ochotników do pułku. Tam zorganizowali 4 szwadron. Ze szwadronu zapasowego 5 pułku ułanów stacjonującego w Garwolinie, zorganizowano drugą część 3 szwadronu, którego dowódcą został rtm. Żelaźnicki. Został również utworzony szwadron karabinów maszynowych pod dowództwem ppor. Jana Kossowskiego i pluton łączności zorganizowany przez adiutanta pułku por. Waleriana Bogusławskiego. Dołączyły one do pułku na północnym teatrze działań nad Raciążą. Kadra oficerska pułku pochodziła przeważnie z Legionów Polskich, z armii rosyjskiej i austriackiej, a nawet z francuskiej. Żołnierze w wieku od 18 do 50 lat, rekrutowali się najczęściej z miejskiej inteligencji oraz ziemiaństwa. Ich wysoki poziom intelektualny nadał pułkowi specjalne cechy, a poczucie patriotyzmu i zamiłowanie do koni i szabli zastąpiły brak wyszkolenia. Szwadrony, zbliżone właściwościami do dawnego pospolitego ruszenia, gdzie znaczna część jeźdźców dosiadała własnych koni, stały się zawiązkiem pułku.
Dowódcą pułku został mjr Stefan Kulesza. Wieczorem 2 sierpnia 1920 rozdano broń, a nazajutrz 1 i 3 szwadron odjechały na front. Następnego dnia odjechał 2 szwadron. Powstały pewne trudności z załadowaniem wojska na transport kolejowy. Siodłanie koni szło bardzo trudno, ponieważ niektórzy żołnierze czynili to po raz pierwszy. Jeszcze gorzej było z użyciem lanc. Trzeba było złożyć je na wozach szwadronowych. Karabiny angielskie, w które uzbrojono pułk, były nowością. Wobec takiego stanu rzeczy nie mogło być mowy o właściwej organizacji dowództwa, kancelarii lub organów zaopatrzenia. Wyjazd z Warszawy nastąpił na drugi dzień po nominacji dowódcy pułku, który zobaczył swój 1 i 3 szwadron już podczas przemarszu na stację kolejową. Konie w pułku były niezahartowane i bez wojskowego ujeżdżenia, trudne do opanowania i użycia. Temperament i wola dowódcy stworzyły ze zbiorowiska ludzi i koni organizm zdolny do walki, a szwadrony trafiające na odwrót wojska w wyniku tej pracy okazywały swe czyny na wskroś żołnierskie pod Brokiem i Zembrowem.
Pułk prowadził walki osłonowe od Bugu aż do przedmieść Warszawy. Do pierwszej szarży doszło pod Żurominkiem i od tej chwili pułk przeszedł do działań pościgowych. Wsławił się w zagonie na Korosteń.
W uznaniu zasług bojowych został przez Naczelnego Wodza uznany za pułk stały otrzymując nazwę „3 pułk szwoleżerów”.
| Obsada personalna 201 pułku szwoleżerów w 1920 | Obsada personalna 201 pułku szwoleżerów w 1920 |
| Stanowisko                                     | Stopień, imię i nazwisko                       |
| ---------------------------------------------- | ---------------------------------------------- |
| Dowódca                                        | rtm. Rudolf Dreszer                            |
| Zastępca                                       | rtm. Ludwik Schweizer                          |
| Lekarz wet.                                    | mjr lek. wet. Eugeniusz Seweryn                |
| Oficer ordynansowy p.o.                        | wchm. sztab. Jan Czystowski                    |
| Dowódca dywizjonu                              | rtm. Tadeusz Mencel                            |
| Dowódca 1 szwadronu                            | por. Walerian Bogusławski                      |
| Dowódca plutonu                                | plut. Jan Krawczyk                             |
| Dowódca 2 szwadronu                            | rtm. Juliusz Dreszer                           |
| Dowódca plutonu                                | ppor. Stanisław Piotrowski                     |
| Dowódca plutonu                                | por. Feliks Stolle                             |
| Dowódca plutonu                                | ppor. Antoni Artur Gorulański                  |
| Dowódca                                        | rtm. Adam Zakrzewski                           |
| Zastępca                                       | rtm. Tadeusz Krupski                           |
| Adiutant pułku                                 | rtm. Stefan Steinhagen                         |
| Dowódca I dywizjonu                            | rtm. Józef Taube                               |
| Dowódca II dywizjonu                           | por./rtm. Włodzimierz Lizoń                    |
| Lekarz                                         | ppor. Franciszek Maciejewski                   |
| Lekarz wet.                                    | rtm. lek. wet. Franciszek Radzikowski          |
| Oficer gospodarczy                             | por. Ludwik Kierwiński                         |
| Oficer kasowy                                  | urz. wojsk. XI r. Stefan Motykiewicz           |
| Zastępca                                       | pchor. Obuchowicz                              |
| Oficer prowiantowy                             | pchor. From                                    |
| Kapelan                                        | ks. Jaroszewicz                                |
| Dowódca 1 szwadronu                            | pchor. Doruchowski                             |
| Dowódca plutonu                                | pchor. Ożarowski                               |
| Dowódca 2 szwadronu                            | por. Wincenty Koziełł-Poklewski                |
| Dowódca plutonu                                | ppor. Gajewski                                 |
| Dowódca plutonu                                | pchor. Swiderski                               |
| Dowódca 3 szwadronu                            | ppor. Emil Słatyński                           |
| Dowódca plutonu                                | pchor. Hankisz                                 |
| Dowódca 4 szwadronu                            | ppor. Zygmunt Herget                           |
| Dowódca plutonu                                | pchor. Eugeniusz Rusiecki                      |
| Dowódca plutonu                                | pchor. Roman Zdzienicki                        |
| Dowódca plutonu                                | pchor. Zygmunt Kalkstein-Holiński              |
| Dowódca 3 szwadronu                            | por. Stanisław Hej nich                        |
| Dowódca plutonu                                | ppor. Edward Witkowski                         |
| Dowódca 4 szwadronu                            | por. Jan Zarzycki                              |
| Dowódca 4 szwadronu                            | wz por. Ludwik Boichut                         |
| Dowódca plutonu                                | pchor./ppor. Zygmunt Protassewicz              |
| Dowódca plutonu                                | wchm. Władysław Węglarz                        |
| Dowódca plutonu                                | plut. Adam Górski                              |
| Dowódca szwadronu km                           | ppor. Jan Mikołaj Kossowski                    |
| Dowódca szwadronu km                           | ppor. Edward Capata                            |
| Dowódca plutonu                                | pchor. Tadeusz Serkies                         |
| Dowódca plutonu                                | wchm. Witold Boretti                           |
| Dowódca plutonu                                | wchm. Jan Chludziński                          |
| Dowódca plutonu                                | wchm. szt. Jan Kochmann                        |
| Oficer pułku                                   | por. Jan Kosiarski                             |
| Oficer pułku                                   | pchor. Tadeusz Osiecki († 26IX)                |

## Działania zbrojne
Wyjazd na front i walki pod Brokiem
Pod wpływem silnego nacisku wojsk sowieckich, świeżo sformowane jednostki zostały użyte do zasilenia cofających się wojsk polskich. Trzy pierwsze szwadrony pułku po przybyciu na stację Zieleniec, na linii Warszawa – Białystok, zostały 4 sierpnia przydzielone do grupy gen. Osińskiego z 1 Armii broniącej Bugu od Broku po Nur. 1 szwadron został skierowany na rozpoznanie położenia wojsk pod Brokiem, a 2 i 3 szwadron z dowódcą pułku przegrupowały się w okolice Zembrowa celem zabezpieczenia południowego skrzydła grupy. Por. Teodor Tukalski wysłany z plutonem 1 szwadronu na patrol, przybył wieczorem na most na Bugu pod Brokiem. Przeprawę w tym miejscu opuszczała właśnie piechota. Przybycie szwoleżerów powstrzymało wycofanie. Batalion zapasowy 50 pułku piechoty  dowodzony przez mjr. Matczyńskiego zajął stanowiska obronne. Po kilku godzinach nadszedł 1 szwadron ppor. Jana Skawińskiego. Dowodzenie nad całością objął mjr Matczyński, broniąc do 7 sierpnia przeprawy. Otrzymał później do pomocy przydzielony przez dowództwo armii pluton dział i kilka moździerzy. Atakowały tę grupę kilkakrotnie przybyłe z Ostrowi oddziały sowieckiej 11 Dywizji Strzelców. Gdyby przeprawa została przejęta przez wroga, mogłoby dojść do wyjścia sowietów na tyły naszych wojsk, zgrupowanych w widłach Bugu i Cetyni, blokując zaopatrzenie i łączność znajdującą się w Zieleńcu. Dla zdobycia wiadomości i zdezorientowania nieprzyjaciela, szwoleżerowie wykonali dwa wypady nocne. Pierwszy wypad dokonał pluton zebrany przez ppor. Skawińskiego, a następnej nocy poszedł pluton szwoleżerów z kompanią piechoty pod dowództwem por. Tukalskiego, przeprawiając się wpław przez rzekę. Wpadłszy na biwaki sowieckie w Grabownicy, Leśniakowiźnie i Puzdrowiźnie, wzniecili popłoch wśród oddziałów wroga, biorąc do niewoli 100 jeńców, 8 ciężkich karabinów maszynowych, 100 koni i 40 wozów z bronią i prowiantem. 8 sierpnia nastąpił nakazany odwrót na Radzymin, a zadania straży tylnej osłaniającej odejście batalionu wykonywał 1 szwadron. Do pościgu za batalionem nieprzyjaciel użył kawalerii. Sotnia kozaków, która przeprawiła się przez rzekę została ostrzelana przez spieszony pluton ppor. Tukalskiego na szosie pod Zajeziorzem i została tym sposobem zmuszona do cofnięcia się w popłochu, ponosząc duże straty i rezygnując tym samym z pościgu. Pozwoliło to grupie mjr Marczyńskiego na oderwanie się od nieprzyjaciela i odejście w kierunku Radzymina.
Nad Cetynią i walki osłonowe
Tymczasem 2 i 3 szwadron pod dowództwem dowódcy pułku, po przejściu na południowe skrzydło grupy tworzone przez 17 DP, po nocnym marszu stanęły o świecie na skraju lasu pod Zambrowem nad Cetynią. Zadaniem uszczuplonego pułku było ubezpieczenie skrzydła grupy w łączności ze wspomnianą wcześniej dywizja piechoty oraz nawiązanie łączności na południe z oddziałami sąsiadującej w okolicach Sokołowa 4 Armii. Wydarzenia tutaj zaczęły rozgrywać się z dużą szybkością. Na początku pluton z chor. Kochmanem zaskoczył i przegonił z Zambrowa oddział nieprzyjaciela liczący 50 żołnierzy wraz z 2 ckm-ami, którzy przeszli Cetynię w nocy rozbijając nasz oddział łącznikowy między 17 a 15 DP. Wzięto wówczas 18 jeńców. Nocą nastąpił odwrót naszych wojsk na linię rz. Kosówki, a rozkaz o tym doszedł do dowódcy pułku z 12 godzinnym opóźnieniem, ponieważ goniec zagubił się po drodze. Skutkowało to otoczeniem pułku pod Zambrowem przez Rosjan, a ich kawaleria zagarnęła tabory bojowe w Ratyńcu na tyłach pułku. Zwiad doniósł o obecności piechoty nieprzyjacielskiej na flankach w Sterdyni i Skibniewie. Były to oddziały sowieckich dywizji, które w późniejszym czasie zdobyły Radzymin. Ponieważ sowieci posiadali przewagę, więc nie było możliwe odbicie naszych taborów, przynosząc 3 szwadronowi straty. Z zamykającego się pierścienia dowódca wyprowadził pomyślnie szwadrony, kierując je lasami za rzekę Kosówkę, spotykając po drodze 17 DP.
W myśl planu bitwy nad Wisłą jaki został zawarty w decyzji 6 sierpnia, 1 Armii przypadało zadanie wiązania sił nieprzyjaciela na przedmościu Warszawy do czasu rozstrzygającego natarcia znad Wieprza. Przemieszczanie wojsk odbywało się stopniowo, a nieprzyjaciel wiązał walką naszą piechotę. 201 pułku idąc w straży tylnej 8 i 18 DP, od rz. Kosówki toczył szereg potyczek. Dywizje te odchodziły za Liwiec przez Dobre, Stanisławów na przedmoście. 8 sierpnia por. Hejnach na czele 2 szwadronu natarł ławą na Kutyski obsadzone piechotą nieprzyjaciela, biorąc do niewoli 15 żołnierzy z oficerem. Pod Rabianami osłaniając cofającą się 15 Brygadę Piechoty zostali ranni: dowódca 3 szwadronu por. Tadeusz Mencel i dowódca plutonu ppor. Witkowski, a 2 szwoleżerów dostało się do niewoli. 10 sierpnia do pułku dołączył 4 szwadron. W Stanisławowie został utworzony silny oddział wydzielony pod dowództwem ppłk Prochaski. Miał on za zadanie zapewnić swobodne zajęcie stanowisk na przedmościu Warszawy przez 8 i 15 DP. Pułk wszedł w skład tego zgrupowania, wysuwając ku wschodowi na rz. Osownicę 2 i 4 szwadron z zadaniem dozoru i opóźnienia marszu oddziałów nieprzyjaciela maszerującego na Stanisławów. Pchor. Zygmunt Protassewicz z 4 szwadronu podczas wykonywania tej osłony, 12 sierpnia został wysłany z plutonem na patrol. Przy wjeździe do Kamiennej pluton zaatakowała sotnia kozaków z dwoma ckm-ami. Nie zważając na to, dowódca spieszył pluton i walcząc do ostatniego naboju, cofał się przed przeważającymi siłami nieprzyjaciela. Również broniący placówki pod Sołkami ppor. Kowalski z 4 szwadronu, został okrążony przez kawalerię nieprzyjaciela. Walczył mężnie wycofując się na Dobre, ale ranny śmiertelnie dostał się z jednym szwoleżerem do niewoli. Po ciężkim dniu, a w szczególności dla płocczan służących w 4 szwadronie, którzy wystrzelali całą amunicję, w nocy nastąpiło odejście na umocnioną pozycję przedmościa na Okuniew – Kawenczyn. Z daleka było już widać łuny nad Warszawa. W Kawęczynie miał nastąpić odpoczynek po dziesięciu dniach walki, pożądany przez ludzi i konie. Należy tutaj wspomnieć, że konie od przybycia na front nie były rozsiodływane ze względu na ciągłą gotowość bojową, deszcze i chłodne noce spowodowały ubytek 10% stanu koni, oraz co słabszych żołnierzy z szeregu. Ze względu na braki w amunicji strzelać można było tylko na rozkaz oficera. W takich warunkach zostały wykonane zadania straży tylnej do końca, przynosząc nawet przez szybkie i krótkie zwroty zaczepne, jeńców i zdobycz.
Na przedmościu Warszawy
Przedmoście było obsadzone przez 1 Armię gen. Latinika. Stanowiły je dwie pozycje obronne. Pierwsza, broniona przez trzy dywizje piechoty, przebiegała na zachodnim brzegu Rządzy na południowy wschód od Radzymina w kierunku na Wołomin, a dalej na Wiązownę i Świdrem ku Wiśle. Umocnienia nie były jeszcze ukończone, a artyleria nie osiągnęła jeszcze gotowości bojowej. Druga znajdowała się w głąb od 5 do 8 km od pierwszej. Stanowiły ją umocnienia pozostałe po Niemcach, a ciągnące się na wydmach od Wiązowny przez Rembertów na Rynię. Kiedy 15 sierpnia pułk stanął na noc w Kawęczynie to pierwsza pozycja obronna była już przerwana, a na odcinku 11 Dywizji sowieckie 21 i 27 Dywizja zajęły rejon Radzymina. Spowodowało to paraliż łączności obrońców i brak wiadomości o rozmiarach włamania w polską obronę. Luka między fortem Benjaminów a Wólką Radzymińską, sięgała w głąb ku Jabłonnie, gdzie zbierała się odwodowa 10 Dywizja gen. Żeligowskiego, a oddany do jego dyspozycji w dniu 14 sierpnia 201 pułk, osiągnął Starą Jabłonnę. 1 szwadron, który wcześniej nadciągnął od Broku z batalionem mjr. Matczyńskiego, zastał już rozkaz 1 Armii nakazujący mu podanie położenia wojsk w obszarze Wólka Radzymińska-Dąbkowizna, przegonienia patroli nieprzyjacielskich i nawiązanie łączności z lewym skrzydłem 11 Dywizji tj. 48 pp w forcie Benjaminów. Zbliżała się noc, więc gen. Żeligowski po odejściu 1 szwadronu polecił dowódcy pułku zabezpieczyć od wschodu postój 10 DP w Jabłonnie. Maszerujący 1 szwadron minąwszy Nieporęt został ostrzelany z lasu na wschód od tej miejscowości i zmuszony do ukrycia się między zabudowaniami.
W Nieporęcie znajdowało się zgrupowanie artylerii polowej płk. Małuszyckiego. Z odbywającego się w lesie ruchu wojsk można było wywnioskować, że silniejszy nieprzyjaciel znajduje się pod Nieporętem, a w związku z tym zgrupowanie artylerii może być zagrożone. Dowódca szwadronu ppor. Skawiński postanowił spieszonym szwadronem obsadzić południowo-wschodnią część Nieporętu, bronić artylerii i utrzymać miejscowość. Wysłany meldunek sytuacyjny do Jabłonny był po 24 godzinach pierwszą dokładną wiadomością o ruchach nieprzyjaciela w kierunku Wisły. Wyruszywszy z Jabłonny po zapadnięciu zmroku, dowódca pułku mjr Kulesza z 2, 3 i 4 szwadronem wysunął się na wschodni skraj lasu. Zatrzymał się z pułkiem w Kątach Węgierskich, tym samym zamykając kierunek na Wólkę Radzymińską linią placówek na Kanale Królewskim. 1 szwadron, wspierany ogniem działowym czterech baterii artylerii, odparł tej nocy trzy ataki wojsk nieprzyjacielskich, idące z lasu na wieś. Nieporęt był mocno broniony przez dzielnych szwoleżerów, chociaż brakowało amunicji do karabinów. Rankiem pułk przegrupował się z Kątów przez Nieporęt do Wólki Radzymińskiej, skąd, oczyszczając lasy z wałęsających się oddziałów nieprzyjaciela, mjr Kulesza skierował 2 i 4 szwadron do Pustelnika, a 3 szwadron na Mokre. W czasie trwania walk na przedmościu Warszawy, wojska sowieckie poniosły sromotną klęskę.
Walki o Ćwiklin
Równocześnie z walkami na przedmościu rozgorzała bitwa nad Wkrą. 5 Armia gen. Sikorskiego wiązała główne siły Tuchaczewskiego, które próbowały przeciąć nasze linie komunikacyjne z Gdańskiem. Pułk z Nieporętu odmaszerował do 9 Brygady Jazdy, wchodzącej w skład obrony Płońska, a w późniejszym okresie do tzw. „Północnej Dywizji Jazdy”. Wykonał forsowne marsze przez Modlin-Zakroczym-Kroczewo, rozpoczynając od Płońska szereg krwawych walk na północnym teatrze wojny. 17 sierpnia mjr Kulesza z 1 i 2 szwadronem osiągnął Ćwiklin. W tym czasie 4 szwadron znajdował się w folwarku Żeromin, gdzie w dniu poprzednim został wysłany jako ubezpieczenie po zdobyciu Płońska. 3 szwadron jako zwiad ubezpieczający lewy bok brygady, rozpoznawał teren pod Górą. W tym czasie pułk nie był jeszcze w posiadaniu ciężkich karabinów maszynowych. Dowódca brygady mjr Głogowski, zatrzymał początkowo oba szwadrony pułku w odwodzie w Wiklinie, gotowe do użycia w zależności od sytuacji na froncie. Na przedpolach wsi panował spokój i nic nie wskazywało na bliskość nieprzyjacielskich wojsk. Spieszone szwadrony we wsi spożywały posiłek, kiedy około 14:00 obserwator znajdujący się na dachu budynku zameldował, że nieprzyjacielska piechota w sile kilku batalionów maszeruje od strony Arcelina i lasów, kierując się do wsi. Na wieś zaczęły padać pociski artylerii spod Arcelina. Widząc zaczepny zwrot nieprzyjaciela w kierunku Płońska, mjr Kulesza postanowił bronić tego kierunku, decydując się na obronę manewrową. Polegało to na zaskoczeniu ogniem nieprzyjacielskiej piechoty, kiedy ukaże się jakieś 700 m. przed wsią, a następnie odrzucenie jej czoła śmiałym przeciwnatarciem.
Około godz. 15 ruszyło natarcie nieprzyjacielskiej piechoty od strony Arcelina. 4 szwadron bronił wzgórza z wiatrakiem, ściągając na siebie uwagę nieprzyjaciela. W tym samym czasie 1 szwadron i część 2 szwadronu zostały spieszone i pod dowództwem ppor. Skawińskiego zajęły pozycje w rowie ciągnącym się przed i wzdłuż Wiklina. Przywitały silnym ogniem nacierające z tego kierunku dwa bataliony wroga. Nie mogły jednak wyjść z rowu do szturmu, ponieważ były ostrzeliwane ogniem broni samoczynnej i działkami piechoty. Nieprzyjaciel został chwilowo zatrzymany i począł się przegrupowywać. W tym czasie pluton artylerii konnej wspomagający pułk zza Wiklina, raził swym ogniem pluton pierwszego szwadronu, wywołując w nim popłoch i zamieszanie. Dowódca będąc na swoim punkcie obserwacyjnym, zauważył w pewnej chwili nieprzyjaciela w sile batalionu, który manewrując między szwadronami 4 i 1, próbuje oskrzydlić wieś od południa. Skierował pierwszy i część 2 szwadronu do przeciwnatarcia, a sam na czele z odwodem zaatakował w celu odrzucenia oskrzydlającego ich nieprzyjaciela. Kryjąc się między zabudowaniami posuwał się naprzód. Podczas wyjścia z opłotków trafił na skrzydło wewnętrzne manewrującego batalionu sowieckiego. Uderzono na nich niezwłocznie, zmuszając przeciwnika do cofnięcia się, ale ten zmiarkowawszy jakie siły na niego nacierają, zawrócił i uderzył na Żeromin.
Dowódca pułku pada ranny od kuli karabinowej, mając strzaskaną miednicę. Plutony zaczęły się wycofywać, unosząc mjr. Kuleszę na koniec Żeromina, gdzie pod dowództwem por. Stanisława Hejnicha przeszły do rozpaczliwej obrony. Mimo ciężkiej rany dowódca pułku pozostał na placu boju, kierując walką do końca. Nieprzyjaciel wprowadził do walki nowe siły wspierane artylerią. Obchodził również Ćwiklin od północy w kierunku na Szymaki. W tym czasie pierwszy i drugi szwadron po bezskutecznym przeciwnatarciu, został wyparty ze swego rowu, bronił się przyparty plecami do stodół Wiklina. Czwarty szwadron został wyparty z bronionego wzgórza. Zaczyna brakować amunicji. Około 17:00 nastąpił kryzys w boju, ponieważ na zagłębienie terenowe w którym leżała wieś, zaczęły od zachodu i północy padać pociski 54 dywizji sowieckiej oskrzydlającej od strony Smardzewa i Sarbiewa, kierującej się na Płońsk. Szwadrony pułku przeszły do przeciwnatarcia, biorąc 250 jeńców. Nieprzyjaciel został rozbity, a jego niedobitki uszły w rozsypce na Baboszewo-Sarbiewo. W ten sposób pułk, wiążąc i zatrzymując sobą duże siły wroga, przyczynił się do zniweczenia zamiaru nieprzyjaciela, zagrażającego tyłom 5 Armii. W boju tym szwoleżerowie zdobyli pierwsze krzyże „Virtuti Militari”. Po bitwie obowiązki dowódcy objął rtm. Rudolf Dreszer.
Forsowanie Raciążnicy
W czasie sowieckiego manewru zaczepnego na Płońsk, doprowadzającego do boju pod Ćwiklinem i Arcelinem, przechylonego na naszą korzyść, armie polskie ruszyły do pościgu w stronę granicy Prus Wschodnich. Nieprzyjaciel, żeby uniknąć odcięcia, zaczął wycofywać się znad dolnej Wisły. Nacierające na Płońsk dywizje sowieckie przeszły do obrony na południowym brzegu Raciążnicy, celem umożliwienia 4 Armii i 3 Korpusowi Kawalerii odwrotu na wschód. Zadaniem dywizji jazdy płk. Orlicz-Dreszera było rozdarcie tej przesłony i odcięcie odwrotu kawalerii Gaja w okolicy Szreńska. Idący z Wiklina na czele brygady 201 pułk szwoleżerów, pierwszym szwadronem w straży przedniej około godz. 16:00 dotarł do Szumak. Nastąpiła tutaj pamiętna pierwsza dekoracja orderem „Virtuti Militari”. W czasie walki straży przedniej z nieprzyjacielem, nadjechał dowódca armii, gen. Sikorski i w ogniu, przed frontem rozwiniętego konno plutonu, udekorował dowódcę szwadronu, ppor. Skawińskiego. Nad ranem piechota zdobyła na lewym skrzydle Baboszewo, zmuszając przeciwnika do wycofania się z Jarocina. Doprowadziło to do opanowania przez pułk Sarbiewa i folwarku Dłużniewo. Z nastaniem dnia dowodzący wówczas pułkiem rtm. Rudolf Dreszer, postanowił uderzyć na flankę wroga, trzymającego front Smardzewo – Sarbiewo – Dłużniewo.
Ze względu na bagniste dojścia, wysoki brzeg po stronie nieprzyjaciela oraz silnego ognia ciężkich karabinów maszynowych i artylerii, forsowanie rzeki mogło nastąpić tylko przez mostki w Sarbiewie lub folwarku Dłużniewo. Natarcie wyznaczono na godziny ranne 20 sierpnia. 3 i 4 szwadron znajdowały się w ugrupowaniu wyjściowym nad rzeką przed Sarbiewem, a pluton trzeciego szwadronu pod dowództwem ppor. Witkowskiego w folwarku Dłużniewo. Odwód stanowiły 1 i 2 szwadron, początkowo w Sarbiewie, a później w lasku pod folwarkiem. W dniu tym po długich oczekiwaniach, przybył szwadron karabinów maszynowych pod dowództwem por. Kossowskiego liczący 8 ckm-ów, wzmacniając tym samym podstawę wyjściową do natarcia. Nieprzyjaciel chcący się wycofać w nocy z 19 na 20 sierpnia, urządził silne wypady, a szczególnie na placówkę ppor. Witkowskiego, który z 20 ludźmi zabarykadował most, a wzmocniony drużyną ckm-ów, odparł przeciwnika. Atak nieprzyjaciela załamał się również pod Sarbinowem w ogniu 3 i 4 szwadronu. Po nastaniu dnia zgłosił się na ochotnika wachmistrz Raczkowski, który pod ogniem nieprzyjacielskich karabinów maszynowych rozebrał zbudowaną z bron barykadę na moście pod folwarkiem Dłużniewo. Po jej rozebraniu, ppor. Skawiński z pierwszym szwadronem wsparty ogniem spieszonego drugiego szwadronu i ogniem karabinów maszynowych wachmistrza Witolda Borettiego, ruszył galopem do zabudowań gospodarczych. Przeszedłszy most trójkami, wpadł do Dłużniewa, zajętego przez wroga. Niespodziewany atak w miejscu jak najmniej spodziewanym, spowodował wśród piechoty sowieckiej wielkie zamieszanie, bezładny odwrót i poddanie się do niewoli. Wykorzystując powodzenie, dowódca pułku poprowadził osobiście pościg z trzecim i drugim szwadronem oraz szwadronem karabinów maszynowych. Czwarty szwadron po przełamaniu napotkanego oporu, pozostał chwilowo w Sarbiewie do czasu osiągnięcia tego rejonu przez 8 Brygadę Jazdy. Pułk, sforsowanie rzeki opłacił śmiercią 5 szwoleżerów. Po takim oryginalnym kawaleryjskim sforsowaniu rzeki, rozpoczął się pościg na Goszczyn nad Wkrą. Wysłane patrole weszły w styczność z kawalerią korpusu Gaja na szosie pod Strzegowem.
Szarża pod Żurominkiem
Ostatnie walki upewniły, że nieprzyjaciel wycofując się skierował się na Mławę. Naszym wojskom zależało, żeby własna kawaleria jak najszybciej przechwyciła tam nieprzyjaciela, zanim umknie na wschód wzdłuż granicy niemieckiej. Manewr brygady utknął jednak w nocy z 21 na 22 sierpnia z powodu ciemności i gęstej mgły, a na dodatek szwadrony idące w różnych szykach wpadały na siebie, tworząc sytuację jakby pododdziały dostały się w pierścień ognia z niewielkiej odległości. Ostatecznie nastąpił nocleg, ubezpieczony wokoło czujkami. O brzasku po opadnięciu mgły, 201 pułk znalazł się nieopodal wsi Ignacewo. Tuż obok szosą ciągnęły tabory nieprzyjaciela w kierunku na Mławę. Leżąca na wzgórzu i otoczona mokrymi łąkami miejscowość Żurominek, była silnie obsadzona okopaną piechotą rosyjską. Dowódca pułku, oprócz swoich żołnierzy, miał do dyspozycji baterię 8 dywizjonu artylerii konnej stojącą na stanowiskach na wschód od Ignacewa oraz część szwadronu karabinów maszynowych 1 pułku szwoleżerów. Wysłał on do nieprzyjaciela podoficera z propozycją poddania się, ale zauważywszy, że ten zwleka z poddaniem, wydał rozkaz do natarcia.
Szwadrony 1 i 3 pod dowództwem ppor. Skawińskiego, rozwinięte w dwóch falach na lewo od wsi, a za nimi szwadron karabinów maszynowych, ruszyły na wzniesienia pod Żurominkiem. Wspierane były ogniem artylerii konnej spod Ignacewa, oraz ogniem karabinów maszynowych 1 pułku szwoleżerów. Osłonę artylerii i odwód stanowił 2 szwadron pułku. Szwadrony rozwinęły się i ruszyły galopem na pierwszą linię nieprzyjaciela. Zostały tam przyjęte silnym ogniem piechoty i artylerii spod folwarku Żurominek. Mimo strat szwadrony przebiły się przez linię nieprzyjaciela i doszły galopem na wzgórze pod Żurominkiem. Zobaczyły przed sobą pułk kozaków, który na ich widok zatrzymał się w rozwiniętym szyku. Na pomoc szarżującym szwoleżerom przyszedł z prawego skrzydła por. Hejnich z częścią drugiego szwadronu. Szwoleżerowie pierwsi ruszyli na stojącego przeciwnika, ale kozacy nie pozostali bierni i ze swym karabinem maszynowym na koniu ruszyli do ataku na białą broń. Nastąpiło starcie konne o urozmaiconej formie. Nasi szwoleżerowie walczyli tą bronią do której mieli większe zaufanie, a więc strzelali i rąbali szablami. Ci, którym padły konie walczyli pieszo. Przykładem takiej walki może być postawa ppor. Witkowskiego, który straciwszy konia, bronił się z grupką swoich ludzi strzelając z rewolweru. Inicjatywa uderzenia i moralna wyższość ochotniczych szwadronów zdecydowała o powodzeniu i odparciu ataku kozaków. Uciekających kozaków ścigał skutecznie ogień karabinów maszynowych por. Jana Kossowskiego, który na taczance przebił się ulicami Żurominka na północny skraj tej miejscowości. Ostatnie starcie 1 i 3 szwadronu z nieprzyjacielską piechotą nastąpiło pod samą wsią Żurominek. Wieś została zdobyta, lecz dalszy pościg za nieprzyjacielem był niemożliwy z powodu przejść nocnych i szarży, po której konie ledwo dyszały. W tym czasie rozgrywała się walka pod wsią Dunaj. Tam 4 szwadron dowodzony przez ppor. Jana Zarzyckiego działając wspólnie z 1 pułkiem szwoleżerów nacierał ławą na nieprzyjaciela. Bój ten w którym zjednoczyły się wysiłki całego pułku, był sprawdzianem kawaleryjskiego animuszu tych, którzy wskrzesili tradycje pospolitego ruszenia dawnej Rzeczypospolitej Polskiej w jego najpiękniejszym momencie. Korpus Gaja i 4 Armia sowiecka zostały ostatecznie zmuszone pod Kolnem przez armię polska do szukania schronienia w Prusach Wschodnich. Dywizja płk. Dreszera przeszła na wschód od Mławy, a jej zadaniem było dozorowanie niemieckiej granicy.
Walki pościgowe na Wołyniu i manewr na Korzec
Pułk w okresie działań wołyńskich, zamykających wojnę polską, występuje w zmasowanej kawalerii, tworzącej Korpus Jazdy pod dowództwem płk Juliusza Rómmla. Działania te miały polegać na pościgu i tzw. „zakreśleniu szablą granic Polski”. Pułk przywieziony z północnego frontu, wyładował się z transportu kolejowego w Chełmie i 11 września po przejściu Bugu w Kosmowie, rozpoczął marsz pościgowy na wschód. Zaczepność oddziału w tym czasie charakteryzuje czyn szwoleżera Kujawskiego, który wysłany na patrol na czele sekcji, pod ogniem nieprzyjaciela dociera do drugiej linii, obsadzonej przez spieszoną kawalerię, zdobywa ciężki karabin maszynowy oraz 5 jeńców. Pułk idąc w straży przedniej IX Brygady Jazdy stoczył szereg potyczek o przeprawy z tylnymi strażami kawalerii nieprzyjaciela. Podczas jednego ze starć z kozakami ginie dowódca 2 szwadronu rtm. Stanisław Starowójtow, podczas torowania przejścia dla pułku. 18 września zostaje zajęte Równe i pułk zostaje przesunięty do Szpanowa dla zabezpieczenia miasta od północnego wschodu.
Dnia 25 września rozpoczęły się działania na Korzec. W dniu następnym stwierdzono, że w m. Kołowerła przemieszcza się kolumna piechoty sowieckiej z artylerią. Dowódca brygady, mając pod ręką 3 i 4 szwadron oraz ciężkie karabiny maszynowe 201 pułku, polecił im uderzyć na wroga, osłaniając jednocześnie manewr brygady od północy. Reszta pułku była w tym czasie na zwiadach. Szwadrony ruszyły kłusem za chowającą się w lesie piechotą, dopadając ją na leśnej polanie. Były to dwie roty, które osłaniały odwrót brygady „Płastunów”, uchodzącej na Słucz. Szwadrony trzeci i czwarty, wspierane ogniem karabinów maszynowych, ruszyły ławą na wieś. Natarcie naszych wojsk odrzuciło straż tylną wroga za Charałuch, która wznieciła popłoch w głównej kolumnie ich wojsk, przyspieszając jej odwrót. Dowódca brygady nie zauważywszy zamiarów zaczepnych nieprzyjaciela, wysłał za nim w pościg 2 szwadron aż po rzekę Słucz. Po starciu 3 i 4 szwadron odmaszerował na Korzec. Rtm. Juliusz Dreszer z 2 szwadronem, nacierał na każdy stawiany opór przez straż tylną nieprzyjaciela, aż dopadł mostu na rzece pod Bielaczkami. Na południowym brzegu Słuczy pozostała jeszcze rota nieprzyjacielskiej piechoty, osłaniająca most. Pchor. Tadeusz Osiecki został posłany z plutonem szwoleżerów, celem odcięcia z boku drogi, jaka pozostała osłonie do wycofania się. Wywiązała się na moście walka wręcz, w czasie której ginie ranny w pierś pchor. Osiecki, a plut. Wojciechowski zostaje ciężko ranny w nogi. Część pułk naciskała na wycofującą się brygadę sowiecką, która uszła za rzekę, zostawiając Korzec bez pomocy. Oddziały płk Dreszera zaatakowały miasto i zdobyły je manewrem wykonanym na tyły wroga.
Zagon na Korosteń
Po dojściu do Słuczy, nastąpił dziesięciodniowy okres przygotowawczy do szeroko zakrojonej akcji tzw. „zagon na Korosteń”, a jej wstępne zadanie miało polegać na oczyszczeniu wschodniego brzegu Słuczy. Sforsowanie rzeki nastąpiło pod Rohaczewem i Ostróżkiem. Obszar ten dozorowały małe oddziały nieprzyjaciela. Pułk, wychodząc ze Smołdyszewa, miał za zadanie odrzucenie sowieckiej brygady, stojącej po przeciwnej stronie rzeki w rejonie Nemylnia – Hulsk – Czernica. Rankiem 1 października 4 szwadron wzmocniony ciężkimi karabinami maszynowymi, zajął i ubezpieczał przeprawę pod Ostróżkiem. Po pewnym czasie przeprawił się tam 1 i 2 szwadron. Rtm. Rudolf Dreszer z pierwszym szwadronem uderzył wzdłuż wschodniego brzegu w dół rzeki na Nemylnia – Talki – Hulsk, a trzeci szwadron ostrzeliwał te miejscowości spod Kikowej. Drugi szwadron wykonał manewr na tyły wroga, obchodząc lasami jego południowe skrzydło, a za nim maszerował 1 pułk szwoleżerów, który miał iść na głębsze obejście ku szosie żytomierskiej. Pierwszy szwadron ruszył lasami i w walce pieszej, wspartej skutecznie ogniem trzeciego szwadronu, odrzucił nieprzyjaciela z wymienionych wcześniej miejscowości. W dniu tym, drugi szwadron liczący 161 szabel i trzy ciężkie karabiny maszynowe, zbierał ciężkie żniwo. Zaskoczył w Kamiennym Brodzie odpoczywający batalion sowieckiej piechoty, a ppor. Gorzelański idący w szpicy, rozbił ze swym plutonem placówkę zdobywając taczankę z ckm-em oraz biorąc do niewoli jeńców. Wpadając w środek nieprzyjacielskiego ugrupowania, wywołał popłoch, a co za tym idzie, wycofanie się jej na wschód.
Otwierając drogę w ten sposób, 2 szwadron przesunął się do Dziekanki, gdzie manewrem na skrzydło okopanego batalionu, zmusił sowietów do wycofania się. Idąc dalej natknął się na maszerujący pułk sowiecki, który przywitał szwoleżerów ogniem ciężkich karabinów maszynowych. Rtm. Dreszer ze szwadronem ruszył do szarży, na ogień ciężkich karabinów maszynowych z taczanek nie było już czasu. Podczas rozbicia pierwszego ataku nieprzyjaciela, dowódca szwadronu stracił konia i dalszy atak poprowadził jego zastępca ppor. Stanisław Piotrowski. Nadchodzący z tyłu 1 pułk, poszedł dalej na północ i uderzył na zbliżający się od Hulska pułk sowiecki. Pomogło to 2 szwadronowi na zdobycie 2 ciężkich karabinów maszynowych, 326 jeńców oraz tabor bojowy sowieckiego pułku. Wypad na Słucz odbywał się w korzystnych wówczas warunkach, ponieważ teren był lesisty i powodował zakrycie dużo mniejszych, własnych sił. Pułk po oczyszczeniu w ten sposób przedpola, powrócił na noc za Słucz, pozostawiając wschodni brzeg pod obserwacją wysyłanych codziennie patroli. Podczas takiego zwiadu zdarzył się wypadek, dzięki któremu obsługa taczanek uratowała cały pluton. Podjazd pierwszego szwadronu w sile plutonu z dwiema taczankami pod dowództwem ppor. Antoniewicza, natknął się w pobliżu młynów ostrożeckich na ogon kolumny wroga maszerującej w kierunku Słuczy. Ostatnie dwie sotnie z kolumny uderzyły na szwoleżerów i zaczął się trudny odwrót. Taczanki wysunęły się do przodu, osłaniając ogniem wycofujący się galopem pluton. Jeden z karabinów na taczance zaciął się, ale znajdujący się na drugiej taczance karabin z którego ogień prowadził wachmistrz Fromonta, wyrządził kozakom wielkie szkody i nie pozwolił im dosięgnąć szwoleżerów. Powożący taczanką woźnica, st. szwoleżer Brenda, powożąc jedną ręką, drugą strzelał z rewolweru zabijając Baszkira, który składał się do cięcia szablą, zrównawszy się z taczanką. W czasie walki wzięto do niewoli jeńca Tatara, który przekazał cenne wiadomości o nadejściu nowych sił nad Słucz.
8 października rozpoczął się marsz na Korosteń. W ciągu dwóch dni, korpus podszedł pod miasto, a w trzecim dniu uderzył na nie. Pułk maszerował na południowym skrzydle korpusu przez Kropiwnę-Koszelówkę i 9 października stanął na noc w Chołośnie. Podczas tego marszu, towarzyszyła mu brygada baszkirska, ale nie zdobyła się na atak, nękając tylko pułkowe tabory, patrole oraz gońców. Nad ranem pułk wyszedł z Chołośna, próbując obejść Korosteń od południa. Dochodząc do toru kolejowego na Kijów, dostrzeżono piechotę rosyjską w sile 2 do 3 batalionów, która maszerowała z Korostenia na wschód wzdłuż toru kolejowego. Dowódca pułku otrzymał rozkaz odcięcia miasta od wschodu i rozbicie wycofujących się z niego oddziałów nieprzyjaciela. Trzecim i czwartym szwadronem wraz z ciężkimi karabinami maszynowymi pod dowództwem rtm. Ludwika Szwejcera obsadził Chotynówkę, a sam z pierwszym i drugim szwadronem ulokował się we wsi Nowaki. Obie miejscowości leżały po obu stronach toru kolejowego. W międzyczasie własnej artylerii udało się rozbić pociskiem tor kolejowy, powodując wypadnięcie z szyn manewrującej po torach lokomotywy. Zaskoczona celnym ogniem ckm-ów ppor. Jana Kossowskiego ze wsi Nowaki, cofająca się piechota, rezygnując z walki, zawróciła na południe mając zamiar przejść przez tor kolejowy do Chatynówki, nie wiedząc, że również ta miejscowość jest obsadzona przez szwoleżerów. Walkę ogniową przerwał przyjazd sowieckiego pociągu pancernego „Subotnik”, który zatrzymał się przy wykolejonej lokomotywie. Załoga pociągu przystąpiła do jej podnoszenia, pomimo silnego ostrzału przez karabiny maszynowe plutonu pchor. Serkiesa i wachmistrza Chludzińskiego, które wysunięte na skraj wsi Nowaki strzelały do obserwatorów artylerii pancerki usadowionych na dachu pociągu. Doszło do pojedynku artylerii pociągu pancernego z artylerią znajdującą się w Nowakach, wskutek czego wieś zaczęła płonąć. Artyleria ze wsi i 7 dywizjonu artylerii konnej stojąca na wzgórzu, starała się przerwać pracę przy podnoszeniu lokomotywy, ale pomimo tego udało to się wykonać i pociąg powoli odjeżdżał. Został jednak zatrzymany barykadą wybudowaną za wsią Nowaki przez ppor. Edwarda Witkowskiego. Ostatecznie poniósłszy ogromne straty w ludziach, pociąg wycofał się na Kijów, a bataliony piechoty sowieckiej, które w czasie walki przeszły przez tor kolejowy, wpadły w ręce 3 i 4 szwadronu w Chotynówce.
Żołnierze jednego z batalionów zostali wzięci do niewoli przez zbieg okoliczności. Wielu szwoleżerów nie posiadało własnych płaszczy, tylko nosiło rosyjskie, ponieważ noce w tamtym czasie bywały chłodne, a na dodatek w jednym ze szwadronówsłużyło 26 kubańskich kozaków, którzy nad Słuczą przeszli na naszą stronę. Piechota rosyjska wzięła szwoleżerów stojących w Chatynówce za swoje wojsko, a po stwierdzeniu pomyłki na ucieczkę było już za późno. Poddał się czołowy batalion, a reszta zawróciła do Korostenia. Ruszył za nimi w pościg 4 szwadron, biorąc uchodzących do niewoli. Za walkę stoczoną w ogniu karabinów maszynowych i wykazane męstwo krzyżami „Virtuti Militari” zostali odznaczeni: rtm. Szwejcer, wachmistrzowie Chludziński i Węglarz, plut. Gnat i ś.p. kpr. Frenkiel. W drodze powrotnej z Korostenia nad Słucz, idącemu w straży przedniej brygady pułkowi, przypadło w udziale przebicie się pod Suszkami przez drogę zamkniętą oddziałami sowieckimi. Dochodząc do Suszki, pułk został zatrzymany przez piechotę sowiecką. Przejściowy opór sowietów został złamany atakiem pieszym przez 1 i 2 szwadron, wspierany ogniem dział przesuwanych ręcznie wzdłuż drogi przez pluton towarzyszący artylerii. Dłuższa i cięższa walka wywiązała się pod wieczór o wyjście z lasu, ponieważ Rosjanie obsadzili zachodni brzeg rzeki Nerycz i zabudowania nad nią, blokując wyjście z lasu. Prowadzone przez dowódcę pułki natarcie rozwinęło się przy współudziale artylerii. Głównym miejscem na trasie był mostek o który walczył zawzięcie pierwszy i drugi szwadron w szyku pieszym, pod dowództwem rtm. Szwejcera.
Gdy nieprzyjaciel był pochłonięty walką o mostek, por. Tadeusz Mencel z 3 szwadronem i plutonem ckm-ów, obszedł lasek i przeprawił się konno przez niestrzeżony mostek. Przy wsparciu karabinów maszynowych por. Edwarda Capałły, rozwinął się do ataku na skrzydło nieprzyjaciela. Energiczny atak rtm. Szwejcera na zagrożonego z flanki nieprzyjaciela, pozwolił odrzucić go na Biełkę. Podczas tego ataku wyróżnił się brawurą ppor. Feliks Stolle, który pod silnym ogniem wroga, przekroczył ze swoim plutonem rzekę i zdobył chutor Suszki. Obserwujący całą sytuację dowódca pułku, wydał rozkaz do uderzenia na zajętą przez nieprzyjaciela Biełkę. Szwadrony, dosiadłszy koni ruszyły do ataku. Jako pierwsze cwałowały 1, 2 i 3 szwadron pod dowództwem rtm. Szwejcera, a następnie dowódca pułku z odwodem do którego zaliczyć należy 4 szwadron wraz ze szwadronem ciężkich karabinów maszynowych. Pierwsza linia posuwała się kłusem w ogniu nieprzyjacielskiej artylerii. Dotarłszy do wsi, napotkała wykopany szeroki rów spoza którego nieprzyjaciel prowadził ogień. W tym czasie 1 Pułk, oskrzydlając sowieckie wojska z lewego skrzydła, dotarł do południowego skraju wsi ułatwiając tym załamanie przeciwstawiającego się nieprzyjaciela. Wzięto wówczas do niewoli 200 jeńców oraz zdobyto 2 działa i 7 ckm-ów.
13 października pułk stanął na dłuższy postój w Jaruniu za Słuczą. Przed zawarciem rozejmu, szwoleżerowie oddali jeszcze ostatnie strzały pod Rohaczewem i Nemylnią odrzucając wroga w kierunku na Zwiahel. Przeprawiono się powtórnie za Słucz pod Rohaczewem, odrzucając nieprzyjaciela, który doszedł do rzeki w sile kilku batalionów. Ostatni wypad przeprowadził ppor. Kędzierski, który z 30 szwoleżerami wziął do niewoli w Nemylnej 109 jeńców.

### Kawalerowie Virtuti Militari
| Żołnierze pułku odznaczeni Krzyżem Srebrnym Orderu Wojskowego Virtuti Militari za wojnę 1918–1920 | Żołnierze pułku odznaczeni Krzyżem Srebrnym Orderu Wojskowego Virtuti Militari za wojnę 1918–1920 | Żołnierze pułku odznaczeni Krzyżem Srebrnym Orderu Wojskowego Virtuti Militari za wojnę 1918–1920 |
| ------------------------------------------------------------------------------------------------- | ------------------------------------------------------------------------------------------------- | ------------------------------------------------------------------------------------------------- |
| mjr Stefan Hanka-Kulesza                                                                          | wachm. Witold Boretti                                                                             | plut. Kazimierz Chamski                                                                           |
| wachm. Jan Chludziński                                                                            | st. wachm. Jan Czystowski                                                                         | rtm. Juliusz Dreszer                                                                              |
| rtm. Rudolf Dreszer                                                                               | szwol. Jan Dzierzgowski                                                                           | ś.p. szwol. Szymon Fornal                                                                         |
| ś.p. kpr. Mieczysław Frankiel                                                                     | plut. Andrzej Gnat                                                                                | plut. Adam Górski                                                                                 |
| por. Stanisław Hejnich                                                                            | ppor. Jan Kossowski                                                                               | plut. Jan Krawczyk                                                                                |
| szwol. Stanisław Kujaw                                                                            | szwol. Wojciech Makuszewski                                                                       | rtm. rez. Tadeusz Mencel                                                                          |
| ppor. Stanisław Piotrowski                                                                        | pchor. Zygmunt Protassewicz                                                                       | st. wachm. Stanisław Raczkowski                                                                   |
| pchor. Eugeniusz Rusiecki                                                                         | pchor. Tadeusz Serkies                                                                            | ppor. Jan Skawiński                                                                               |
| ppor. Feliks Stolle                                                                               | rtm. Ludwik Schweizer                                                                             | wachm. Julian Trzebski                                                                            |
| plut. Władysław Węglarz                                                                           | ppor. Edward Witkowski                                                                            | st. szwol. Władysław Wójtowicz                                                                    |
| szwol. Józef Zabiełowicz                                                                          | pchor. Roman Zdziennicki                                                                          |                                                                                                   |

## Pułk w okresie pokoju

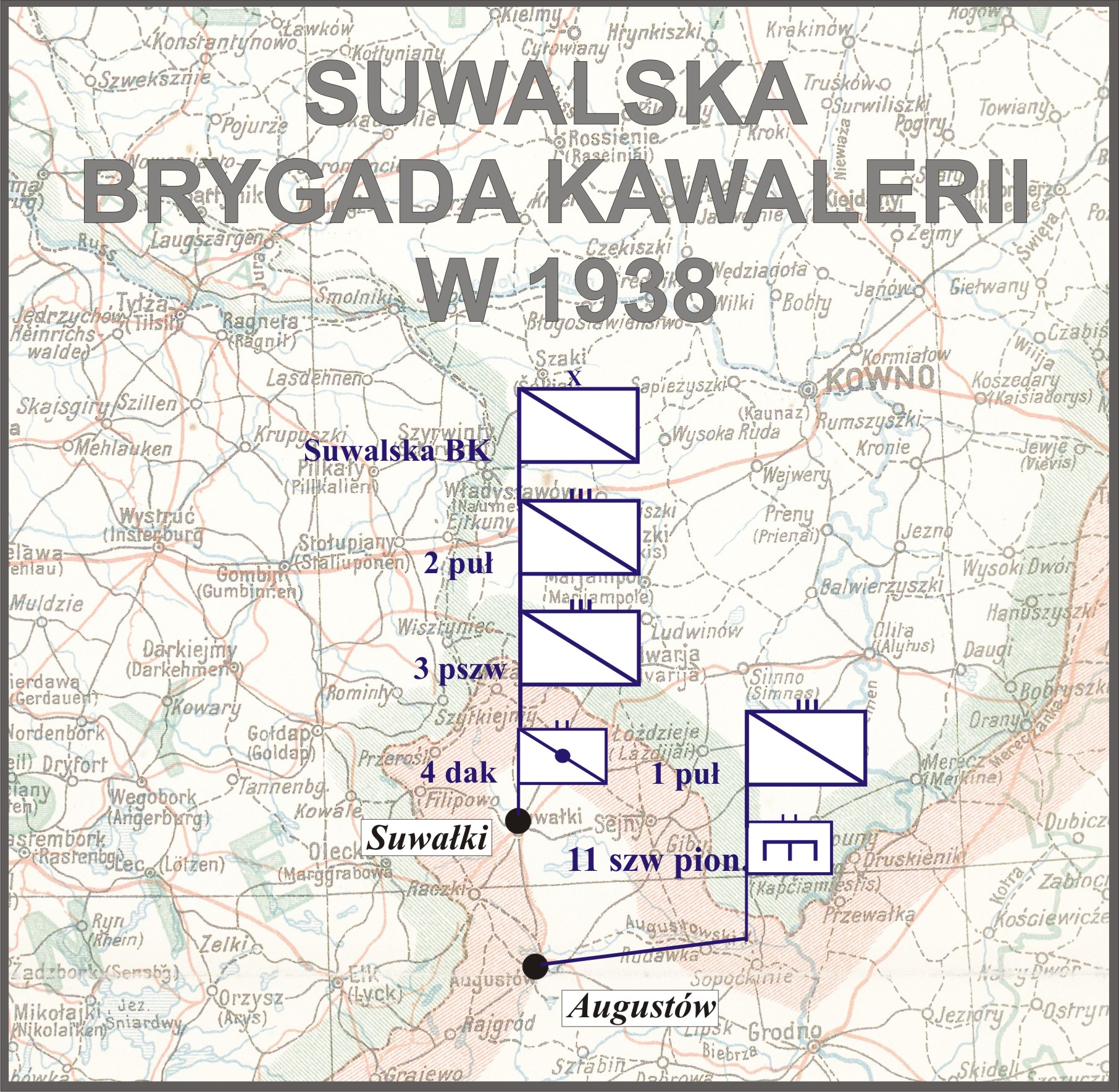
Suwalska BK w 1938

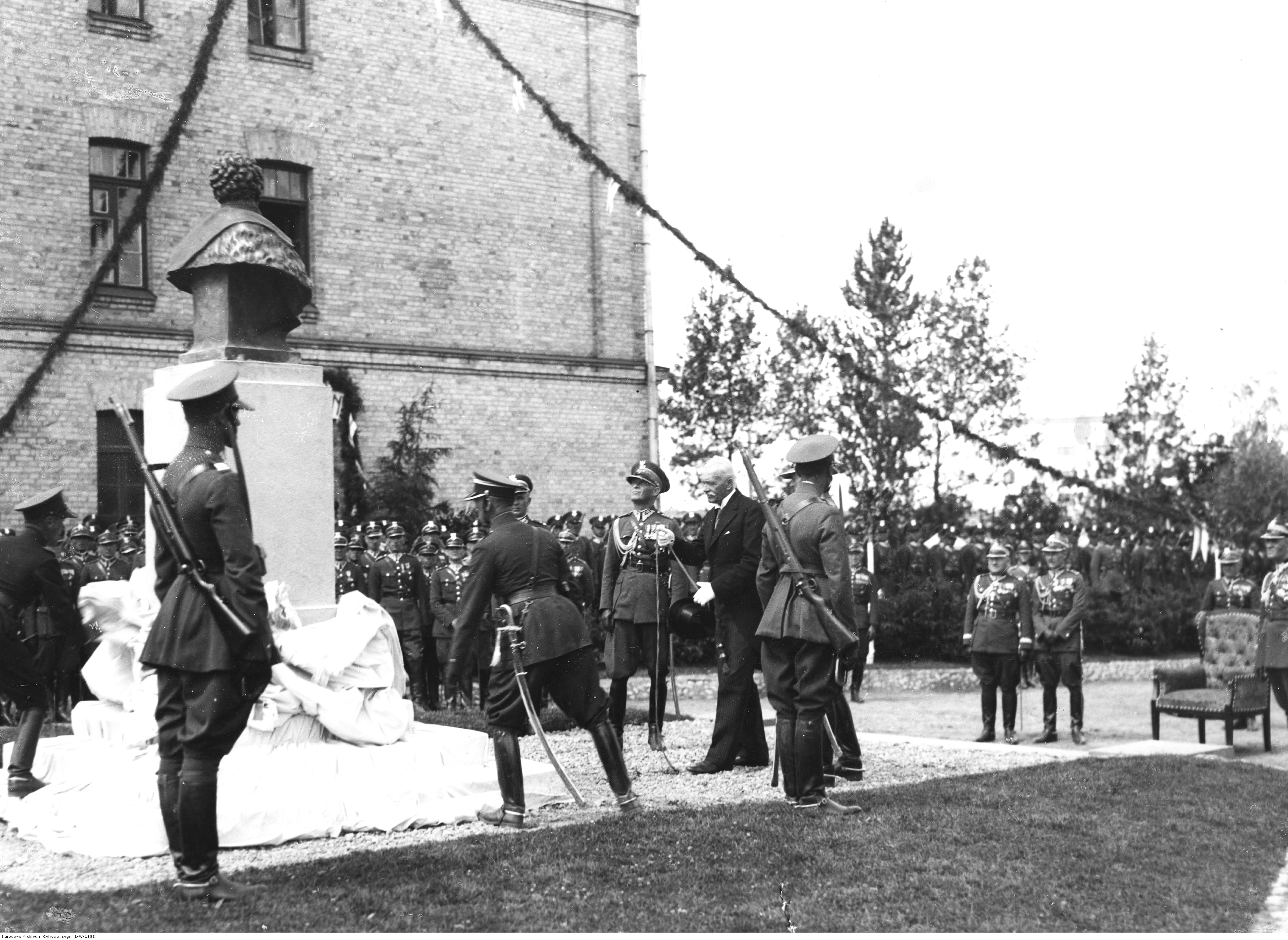
10-lecie 3 pszwol. – prezydent Ignacy Mościcki dokonuje odsłonięcia pomnika płk Jana Kozietulskiego na dziedzińcu koszar.

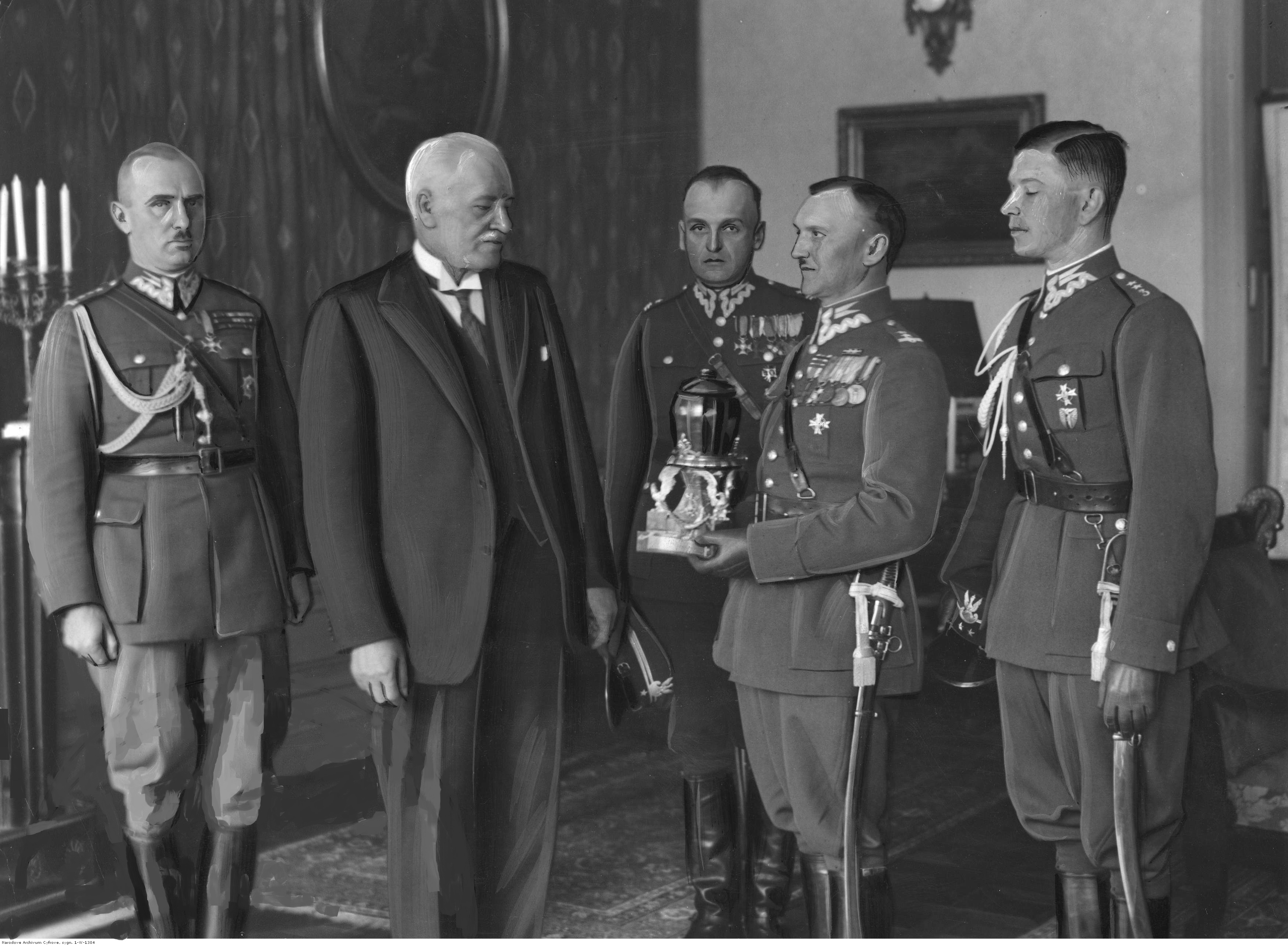
Wręczenie urny z ziemią spod Somosierry prezydentowi Ignacemu Mościckiemu przez delegację 3 pszwol.

Wojaczka ta, dała młodym szwoleżerom możliwość zmierzenia się w konnym boju z głośną w Europie kawalerią Gaja i Budionnego. Zwycięstwo odniosła słuszna sprawa i moralna tężyzna słabszych ilością. Na froncie zaległa cisza, a zwyciężony przeciwnik poprosił o pokój. W Sujemcach i Smołdyrowie postój pułku trwał do połowy listopada. Po kilkunastodniowym pobycie w Koźlinie i Horyńgrodzie, korpus jazdy odszedł ze strefy rozejmowej na zachód. 201 pułk na zimowy odpoczynek udał się do Kupiczowa. W styczniu 1921 powrócił do pułku wyleczony z ran mjr Kulesza, obejmując dowództwo. Wczesną wiosną pułk zostaje przetransportowany do Płocka i przydzielony do IV Brygady Jazdy. Po demobilizacji ochotnicze szwadrony nie przestały istnieć. Więzy krwi złączyły moralnie z pułkiem warszawian i płocczan, a więź ta trwa nadal w postaci „Związku byłych ochotników 201 Pułku Szwoleżerów”. Dzień święta pułkowego obrano 2 sierpnia tj. rocznicę powołania do życia 201 Pułku Szwoleżerów, a było ono uroczyście obchodzone po raz pierwszy w Wołkowysku, dokąd przeniesiony został pułk z Płocka w 1921. Braterskie związki z ziemią warszawską i płocką jakie powstały podczas formowania pułku pozwoliły stworzyć jego nazwę jako 3 pułk Szwoleżerów Mazowieckich.
| Pułk w planie mobilizacyjnym „S”   | Pułk w planie mobilizacyjnym „S” | Pułk w planie mobilizacyjnym „S” |
| Nazwa pododdziału                  | Miejsce mobilizacji              | Termin                           |
| ---------------------------------- | -------------------------------- | -------------------------------- |
| dowódca pułku z drużyną            | Suwałki                          | alarm                            |
| pluton łączności                   | Suwałki                          | alarm                            |
| 1÷4 szwadrony                      | Suwałki                          | alarm                            |
| szwadron karabinów maszynowych     | Suwałki                          | alarm                            |
| szwadron kawalerii nr 2/31         | Suwałki                          | 9                                |
| Kwatera Główna nr 104 (I eszelon)  | Suwałki                          | alarm                            |
| Kwatera Głowna nr 104 (II eszelon) | Grodno                           | 4                                |
| poczta polowa nr 57                | Grodno                           | 4                                |
| Sąd polowy nr 104                  | Grodno                           | 4                                |
| uzupełnienie do czasu „W”          | Grodno                           | 5                                |
| szwadron marszowy 1/3 pszwol       | Grodno                           | 18                               |
| szwadron zapasowy                  | Grodno                           | alarm-15                         |

| Obsada personalna i struktura organizacyjna w marcu 1939 | Obsada personalna i struktura organizacyjna w marcu 1939 |
| Stanowisko                                               | Stopień, imię i nazwisko                                 |
| -------------------------------------------------------- | -------------------------------------------------------- |
| dowódca pułku                                            | płk Edward Milewski                                      |
| I zastępca dowódcy                                       | ppłk dypl. Zygmunt Antoni Józef Platonoff-Plater         |
| pomocnik I zastępcy dowódcy                              | mjr kontr. Piotr Djaczenko                               |
| adiutant                                                 | rtm. Józef Ostrowski *                                   |
| lekarz medycyny                                          | por. lek. Czesław Jan Ludwik Gerula                      |
| lekarz weterynarii                                       | kpt. Bazyli Martysz                                      |
| II zastępca dowódcy (kwatermistrz)                       | mjr Aleksander Grabowiecki                               |
| oficer mobilizacyjny                                     | rtm. Stefan Tadeusz Bogusławski                          |
| z-ca oficera mobilizacyjnego                             | rtm. adm. (kaw.) Andrzej Pruszyński                      |
| oficer administracyjno-materiałowy                       | rtm. Edward Capała                                       |
| dowódca szwadronu gospodarczego                          | rtm. Józef Ostrowski *                                   |
| oficer gospodarczy                                       | kpt. int. Władysław Pindela                              |
| oficer żywnościowy                                       | por. Jan Czekalski                                       |
| dowódca plutonu łączności                                | por. Dionizy Kazimierz Michelis                          |
| dowódca plutonu kolarzy                                  | ppor. Jerzy Gilewicz (*)                                 |
| dowódca plutonu ppanc.                                   | por. Julian Marian Paszki                                |
| dowódca 1 szwadronu                                      | rtm. Michał Laski                                        |
| dowódca plutonu                                          | ppor. Borys Żaryn                                        |
| dowódca plutonu                                          | ppor. Romuald Andruszkiewicz                             |
| dowódca 2 szwadronu                                      | p.o. por. Leon Malarewicz                                |
| dowódca plutonu                                          | ppor. Jerzy Gilewicz (*)                                 |
| dowódca plutonu                                          | ppor. Ryszard Roman Migurski                             |
| dowódca 3 szwadronu                                      | rtm. Jerzy Krzyszkowski                                  |
| dowódca plutonu                                          | ppor. Edward Mieczysław Dłutek                           |
| dowódca plutonu                                          | ppor. Edward Kłosiński                                   |
| dowódca 4 szwadronu                                      | por. Karol Stricker                                      |
| dowódca plutonu                                          | por. Edward Pic de Replonge                              |
| dowódca szwadronu km                                     | rtm. Józef Władysław Więckowski                          |
| dowódca plutonu                                          | por. Tadeusz Krzyszkowski                                |
| dowódca szwadronu zapasowego                             | rtm. Witold Biliński                                     |
| zastępca dowódcy                                         | rtm. Adam Malewski                                       |
| na kursie                                                | por. Jerzy Dziedzic                                      |
| Szkoła podoficerska ckm Suwalskiej BK                    |                                                          |
| komendant szkoły                                         | rtm. JanChludziński                                      |
| instruktor                                               | por. Leszek Kazimierz Filipczuk (1 puł)                  |

## Pułk w kampanii wrześniowej
1 września pułk znajdował się na stanowiskach na granicy z Prusami Wschodnimi. 2 września oddziały pułku walczyły pod Bakałarzewem. W nocy z 3 na 4 września zorganizowany został wypad dwóch szwadronów pułku na teren Prus Wschodnich. Po wykonaniu zadania szwadrony powróciły na teren Polski z minimalnymi stratami. W walkach poległ szwoleżer Wacław Błuszko, a porucznik Malarewicz został ranny w rękę. 4 września Straż Graniczna obsadziła pozycje w Raczkach luzując w ten sposób 1 szwadron. Pułk otrzymał rozkaz opuszczenia Suwalszczyzny i marszu w kierunku na Zambrów. Po nocnym marszu dotarł do Głębokiego Brodu. Kolejnej nocy również maszerował i dotarł do rejonu Kumiałka. Tu odpoczywał cały dzień, by w czasie kolejnych nocy maszerować dalej. 9 września nastąpiła reorganizacja Suwalskiej Brygady Kawalerii. Generał Podhorski przejął dowodzenie większą grupą kawalerii, a brygadę suwalską przejął dowódca 2 pułku ułanów płk Kazimierz Plisowski. 10 września pułk walczył w rejonie Szumowa. Zginęło dwóch szwoleżerów, ciężko ranny został ppor. Marian Dziewanowski. Z 11 na 12 września pułk maszerował lasami unikając walki. Do pułku dołączali jezdni z rozbitych jednostek.
3 szwadron maszerował pieszo. Dopiero nad ranem koniowodnych 3 szwadronu przyprowadził szef szwadronu. Wszystkie pododdziały „odnalazły się” i w rejonie koncentracji płk Milewski miał do dyspozycji już cały pułk. W nocy z 12 na 13 września pułk przegrupował się do rejonu Hodyszewo. Tu do jednostek gen. Podhorskiego dołączyła Podlaska Brygada Kawalerii. Postanowiono przedrzeć się przez linię Niemców i dojść do Narwi. Część taborów zniszczono, pozostawiając tylko wozy amunicyjne i prowiantowe. Pozostawiono też samochody do których brakowało benzyny.
W nocy z 12 na 13 września, idący w straży przedniej spieszony 2 szwadron, na skraju wsi Olszewo wszedł w kontakt ogniowy z ubezpieczeniem niemieckiej jednostki pancernej. Pododdziały w ciemności pogubiły się, a pułk po paru godzinach walki wycofał się. Na stanowiskach pozostała armata połowa i przeciwpancerna. Polegli porucznicy Malarewicz i Dziedzic, wachmistrz podchorąży Głuski oraz 18 szwoleżerów. Rannych zostało 20 szwoleżerów. Na wyznaczoną zbiórkę nie stawili się rtm. Chludziński, por. Stricker, podporucznicy Zaryn, Gilewicz i Michalak. Część szwoleżerów zaginęła bez wieści.
Pułk wycofał się do lasów Hodyszewo i tam pozostawał przez dwa dni. W kolejnych dniach pułk szukał przejścia przez Narew, by w rezultacie przeprawić się pod Strablą i wszedł w lasy. Po zaginionym rotmistrzu Chludzińskim dowódcą 2 szwadronu został rtm. Malewski, a po rtm. Strickerze 4 szwadron objął porucznik Michelis.
18 września „odnalazł się” 1 szwadron. Pułk doszedł do Białowieży, a tam nastąpiła reorganizacja zgrupowanych w tym rejonie jednostek kawalerii. Generał Podhorski podporządkował sobie wszystkie oddziały i utworzył z nich dwie brygady. Dowództwo jednej objął pułkownik Plisowski, a w jej skład weszły 2., 10. i 5. pułk ułanów. Dowódcą drugiej brygady w składzie 1 puł, 3 psk i 3 pszw. został płk Milewski. Obie brygady pomaszerowały na południe, by dojść do granicy polsko-węgierskiej. Po drodze oddziały Dywizji Kawalerii „Zaza” spotkały się z wojskami generała Kleeberga. Po dłuższych pertraktacjach generał Zygmunt Podhorski zrezygnował z planów przebijania się na Węgry i podporządkował się generałowi Kleebergowi.
Cały czas dochodzi do utarczek z Niemcami. 29 września poległ por. Włodzimierz Masłowski. Pułk, w ramach Brygady Kawalerii „Edward, maszerował w kierunku Kocka. 2 października powstrzymał niemieckie natarcie z kierunku Serokomli. Brygada „Edward” uderzyła w kierunku miejscowości Poznań. Atak prowadzony jest pieszo. Natarcie nie przynosi sukcesu. Na rozkaz generała Podhorskiego oddziały wycofały się na poprzednie stanowiska. Noc pułk spędził w Lipinach. 4 października cała Brygada „Edward” atakowała Niemców w pobliżu wsi Niedźwiedź. Około 23:00 na odprawie dowódców jednostek generał Kleeberg poinformował, że podpisał kapitulację SGO „Polesie”. 6 października 3 pułk szwoleżerów, obok innych oddziałów ustawił się na zbiórce. Dowódca podziękował szwoleżerom i odśpiewano hymn państwowy. Część broni zakopano, resztę w miarę możności uszkodzono.
Stan pułku w momencie zakończenia działań przedstawiał się następująco: 1. i 2 szwadron – po 3 oficerów, 76 ułanów, 80 koni; 3 szwadron – 3 oficerów, 66 szwoleżerów, 70 koni; 4 szwadron – 2 oficerów, 50 szwoleżerów, 60 koni; szwadron ckm – 3 oficerów, 62 szwoleżerów, 78 koni; pluton armatek przeciwpancernych – 1 podchorąży, 22 szwoleżerów, 23 konie. Razem: 14 oficerów, 1 podchorąży, 351 szwoleżerów i 391 koni.
| Struktura organizacyjna i obsada personalna we wrześniu 1939 | Struktura organizacyjna i obsada personalna we wrześniu 1939 |
| Dowództwo                                                    | Dowództwo                                                    |
| ------------------------------------------------------------ | ------------------------------------------------------------ |
| dowódca pułku                                                | płk kaw. Edward Milewski                                     |
| zastępca dowódcy                                             | mjr kaw. Edward Witkowski                                    |
| kwatermistrz                                                 | mjr kaw. Aleksander Grabowiecki                              |
| adiutant                                                     | rtm. Józef Ostrowski                                         |
| oficer informacyjny                                          | por. Dyonizy Michelis                                        |
| oficer łącznikowy                                            | ppor. rez. Włodzimierz Umiński                               |
| oficer ordynansowy                                           | ppor. rez. Janusz Szlązkiewicz † 6 X 1977 Warszawa           |
| oficer broni i gazu                                          | rtm. Edward Capałła                                          |
| dowódca szwadronu gospodarczego                              | ppor. rez. Maciej Święcicki                                  |
| oficer żywnościowy                                           | ppor. rez. Zygmunt Pfanhauser                                |
| płatnik                                                      | kpt. int. Władysław Pindela                                  |
| lekarz medycyny                                              | por. lek. med. Czesław Gerula                                |
| lekarz weterynarii                                           | kpt. lek. wet. Bazyli Martysz                                |
| kapelan                                                      | ks. Michał Aronowicz                                         |
| wachmistrz szef szwadronu gospodarczego                      | wachm. Klemens Piotrowski                                    |
| szef kancelarii pułku                                        | st. wachm. Wacław Bilakowski                                 |
| 1 szwadron                                                   |                                                              |
| dowódca szwadronu                                            | rtm. Michał Łaski                                            |
| dowódca I plutonu                                            | ppor. Borys Zaryn → potem w PSZ                              |
| dowódca II plutonu                                           | pchor. Władysław Lewandowski                                 |
| dowódca III plutonu                                          | ppor. rez. Kazimierz Berezowski                              |
| szef szwadronu                                               | st. wachm. Ignacy Weiss                                      |
| 2 szwadron                                                   |                                                              |
| dowódca szwadronu                                            | rtm. Jan Chludziński                                         |
| dowódca I plutonu                                            | por. Leon Malarewicz                                         |
| dowódca II plutonu                                           | por. Jerzy Dziedzic                                          |
| dowódca III plutonu                                          | ppor. rez. Tadeusz Białostocki                               |
| szef szwadronu                                               | wachm. Teodor Chart                                          |
| 3 szwadron                                                   |                                                              |
| dowódca szwadronu                                            | rtm. Jerzy Krzyszkowski                                      |
| dowódca I plutonu                                            | pchor. Zenon Piątkowski                                      |
| dowódca II plutonu                                           | ppor. Edward Kłosiński                                       |
| dowódca III plutonu                                          | ppor. rez. Marian Dziewanowski                               |
| szef szwadronu                                               | wachm. Stefan Mazur                                          |
| 4 szwadron                                                   |                                                              |
| dowódca szwadronu                                            | por. Karol Stricker                                          |
| dowódca I plutonu                                            | ppor. Alfred Michalak                                        |
| dowódca II plutonu                                           | pchor. Włodzimierz Masłowski                                 |
| dowódca III plutonu                                          | wachm. pchor. rez. Erazm Gluski                              |
| szef szwadronu                                               | st. wachm. Wincenty Dominiczak                               |
| szwadron ciężkich karabinów maszynowych                      |                                                              |
| dowódca szwadronu                                            | rtm. Józef Więckowski                                        |
| dowódca I plutonu                                            | por. Tadeusz Krzyszkowski                                    |
| dowódca II plutonu                                           | pchor. rez. Jerzy Staniszkis                                 |
| dowódca III plutonu                                          | ppor. Ryszard Migurski                                       |
| dowódca IV plutonu                                           | por. rez. Olgierd Staniszkis                                 |
| szef szwadronu                                               | st. wachm. Wincenty Gaca                                     |
| pododdziały specjalne                                        |                                                              |
| dowódca plutonu przeciwpancernego                            | ppor. rez. Andrzej Kępiński                                  |
| dowódca plutonu łączności                                    | por. rez. Zygmunt Pęcherzewski                               |
| szef plutonu łączności                                       | wachm. Roman Racz                                            |
| dowódca plutonu kolarzy                                      | ppor. Jerzy Gilewicz → potem w PSZ                           |

## Pułk Armii Krajowej
W listopadzie 1942 doszło do odtworzenia pułku w ramach IV Inspektoratu Suwalskiego AK. Pułk prowadził działania dywersyjno-rozpoznawcze w Obwodzie Augustowskim. Zakończył swoje istnienie składając broń wojskom Armii Czerwonej w lipcu 1944 w okolicach Augustowa.
Tradycje pułku Armii Krajowej kultywuje 1 Podlaska Brygada Obrony Terytorialnej.

## Symbole pułku

### Sztandar
Sztandar, ze znajdującymi się na nim herbami ziemi płockiej, posiada dużą wartość artystyczną. Ofiarowała go pułkowi ziemia płocka. Marszałek Józef Piłsudski wręczył pułkowi sztandar 2 kwietnia 1922 w Łazienkach w Warszawie.

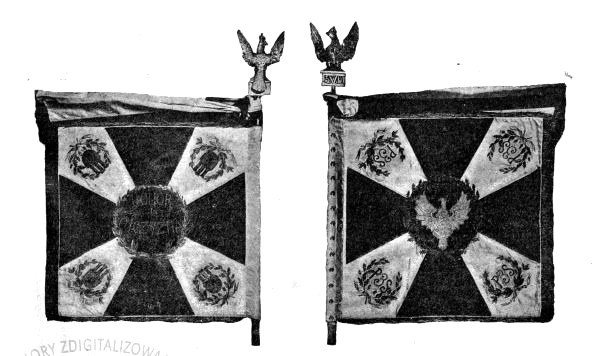
sztandar 3 pułku szwoleżerów

Dekretem Kapituły Orderu Virtuti Militari, działającej na emigracji w Londynie, 11 listopada 1966, „w uznaniu czynów niezwykłego męstwa w okresie drugiej wojny światowej 1939−1945”, 3 pułkowi szwoleżerów został nadany Krzyż Srebrny Orderu Wojennego Virtuti Militari. Szarfy z krzyżem zostały zawieszone na sztandarze znajdującym się w Instytucie Polskim i Muzeum im. gen. Sikorskiego w Londynie.

### Odznaka pamiątkowa
wzór 1
Odznaka nie była zatwierdzona. Posiada kształt krzyża o lekko wklęsłych ramionach, pokrytych białą emalią z amarantowym obramowaniem i złoconymi krawędziami. Na krzyż nałożone złote półsłońce z inicjałem patrona K oraz srebrny stylizowany orzeł z cyfrą pułkową 3 na piersi. Dwuczęściowa – wykonana w tombaku srebrzonym. Wymiary: 34x34 mm. Projekt: Stefan Mossor Wykonanie: Wiktor Gontarczyk – Warszawa.
wzór 2

Odznaka zatwierdzona Dz. Rozk. MSWojsk. nr 16, poz. 191 z 30 maja 1930.
Posiada kształt krzyża maltańskiego o ramionach pokrytych białą emalią z żółtym paskiem. Na ramionach krzyża wpisano numer, skrót nazwy i inicjały patrona 3 SZWOL JK. W środku krzyża umieszczona jest miniatura srebrnego orła wojskowego na tle złotego półsłońca. Ramiona krzyża złączone są złoconym wieńcem laurowym. Oficerska – dwuczęściowa, wykonana w tombaku srebrzonym, emaliowana. Wymiary: 39x39 mm. Projekt: Adam Malewski Wykonanie: Wiktor Gontarczyk – Warszawa

### Barwy
| Proporczyk | Opis.                                                           |
| ---------- | --------------------------------------------------------------- |
|            | Proporczyk pułku do 1920 – biały z paskiem amarantowym          |
|            | Proporczyk pułku do 1927 – srebrny z paskiem amarantowym        |
|            | Proporczyk pułku od 1928 – srebrny z ciemnożółtą żyłką pośrodku |
|            | Proporczyk 1 szwadronu                                          |
|            | Proporczyk 2 szwadronu                                          |
|            | Proporczyk 3 szwadronu                                          |
|            | Proporczyk 4 szwadronu                                          |
|            | Proporczyk 5 szwadronu ckm                                      |
|            | Proporczyk plutonu łączności                                    |
| Inne       | Opis                                                            |
|            | Otoki na czapkach – ciemnożółte                                 |
|            | Lampasy na spodniach                                            |
|            | „Łapka” (do 1921) – karmazynowa, wypustka biała                 |

### Żurawiejka
| Kto przykładem w boju świeci? Szwoleżerów pułk to trzeci.                  | Kto w Suwałkach robi dzieci? Szwoleżerów pułk to trzeci. |
| Po każdej zwrotce: Lance do boju, szable w dłoń, bolszewika goń, goń, goń! |                                                          |

## Mazowieccy szwoleżerowie

### Dowódcy i zastępcy dowódcy pułku
| Stopień, imię i nazwisko                            | Okres pełnienia służby | Kolejne stanowisko                 |
| Dowódcy pułku                                       | Dowódcy pułku          | Dowódcy pułku                      |
| --------------------------------------------------- | ---------------------- | ---------------------------------- |
| mjr Stefan Hanka-Kulesza                            | 1920, ciężko ranny     |                                    |
| rtm. Rudolf Dreszer                                 | 1920                   |                                    |
| mjr/płk kaw. Stefan Hanka-Kulesza                   | 1920− 31 III 1930      | dowódca XVII BK)                   |
| ppłk kaw. Zdzisław Karol Kwiatkowski                | 31 III 1930 – IV 1934  | rejonowy inspektor koni Inowrocław |
| ppłk / płk kaw. Edward Milewski                     | IV 1934 – 22 IX 1939   | dowódca BK „Edward”                |
| mjr kaw. Edward Witkowski                           | od 22 IX 1939          |                                    |
| Zastępcy dowódcy pułku od 1938 – I zastępca dowódcy |                        |                                    |
| Edmund Heldut-Tarnasiewicz                          | 16 IX 1921 –           |                                    |
| mjr / ppłk kaw. Romuald Niementowski                | 1922 – I 1928          | dowódca 2 psk                      |
| mjr kaw. Edmund Wróblewski                          | IV 1928 – XII 1929     | rejonowy inspektor koni Czortków   |
| mjr / ppłk kaw. Józef II Pająk                      | od III 1930            |                                    |
| mjr / ppłk dypl. kaw. Zygmunt Platonoff-Plater      | do wiosny 1939         | Oddział IV Sztabu Głównego         |

### Żołnierze 3 pułku szwoleżerów – ofiary zbrodni katyńskiej
Biogramy zamordowanych oficerów znajdują się na stronie internetowej Muzeum Katyńskiego
| Stopień, imię i nazwisko      | zawód       | miejsce pracy przed mobilizacją         | zamordowany |
| ----------------------------- | ----------- | --------------------------------------- | ----------- |
| ppor. rez. Andrzej Góra       | prawnik     | Państwowy Monopol Tytoniowy w Warszawie | Katyń       |
| Julian Kozłowski              | robotnik    | Cegielnia „Stanisławów” w Grodnie       | Kalinin     |
| ppor. rez. Feliks Lesisz      | lekarz      | Szpital Dzieciątka Jezus w Warszawie    | Charków     |
| ppor. rez. Wacław Sieczkowski | inż. rolnik | Ministerstwo Rolnictwa                  | BLK         |
| ppor. rez. Eugeniusz Suchecki | agronom     |                                         | Charków     |

## Tradycje pułku
Pułk nawiązywał do tradycji 3 Pułku Lekkokonnego Polskiego Gwardii Cesarza Napoleona I (1812 – 1813)
Barwy i tradycje 3 Pułk Szwoleżerów Mazowieckich w latach 1995–2000 kontynuował batalion zmechanizowany 4 Suwalskiej Brygady Kawalerii Pancernej z Orzysza. Żołnierze batalionu (litpolbat-u) nosili na beretach proporczyki w barwach pułku.
Od 2004 tradycję pułku kontynuuje Szwadron Honorowy 3 Pułku Szwoleżerów Mazowieckich stacjonujący w Warszawie.
20 maja 2014 1 batalion zmechanizowany 15 Giżyckiej Brygady Zmechanizowanej im. Zawiszy Czarnego przejął dziedzictwo tradycji 3 Pułku Szwoleżerów Mazowieckich im. pułkownika Jana Kozietulskiego i otrzymał nazwę wyróżniającą „Szwoleżerów Mazowieckich”.
31 maja 2015 w bazie Novo Selo w Kosowie dowódca Szwoleżerów Mazowieckich ppłk Arkadiusz Kujawa przejął dowodzenie nad Polskim Kontyngentem Wojskowym w Kosowie. 1 batalion Szwoleżerów Mazowieckich stanowił trzon XXXII zmiany PKW KFOR.

## Upamiętnienie
8 maja 1973 w kościele garnizonowym w Warszawie, przy ulicy Długiej, zostały odsłonięte dwie tablice poświęcone mazowieckim szwoleżerom. Jedną to rekonstrukcja tablicy z 1922, druga dla uczczenia pamięci żołnierzy 3 pułku szwoleżerów „poległych i pomordowanych w walkach o wolność Ojczyzny oraz zmarłych i zaginionych w latach wojny”.
Na pierwszej z nich wyryto nazwiska poległych szwoleżerów w czasie wojny polsko-bolszewickiej. Są to: rtm. Eliasz Starowójtow, ppor. Stanisław Kowalski, ppor. Józef Lewicki, ppor. Stanisław Pruszkowski, pchor. Tadeusz Osiecki, wachmistrz Józef Wądołkowski, plut. Henryk Pasieka, kaprale – Mieczysław Frenkiel, Władysław Krupa, Bohdan Trzciński i Józef Wrzosek, starsi szwoleżerowie – Tadeusz Łukowski i Stanisław Szwejkowski, szwoleżerowie – Jan Anusiński, Rajmund Bosk, Buczyński, Witold Chojnacki, Michał Demidecki-Demidowicz, Jan Gliński, Jan Górecki, Eugeniusz Jaremowski, Henryk Kałuski, Przemysław Kamieński, Józef Kamieński, Wacław Kępiak, Julisz Krosnowski, Stefan Lambach, Stanisław Linowski, Jan Łukiński, Eugeniusz Majewski, Wacław Michler, Mickiewicz, Leon Nagórski, Zdzisław Odrowąż-Waligórski, Aleksander Pomian-Piętka, Fryderyk Popiel, Stanisław Rokossowski, Konrad Różycki, Michał Sasinowski, Serafiński, Stanisław Sikora, Leszek Sławiński i Bolesław Szewczyk.